# 27년

## 연호
- 후한(後漢) 건무(建武) 3년

## 기년
- 후한(後漢) 광무제(光武帝) 3년
- 신라(新羅) 유리 이사금(儒理泥師今) 4년
- 고구려(高句麗) 대무신왕(大武神王) 10년
- 백제(百濟) 온조왕(溫祚王) 45년

## 탄생
- 후한(後漢)의 문신(文臣) 왕충(王充)